# Liste der Botschafter der Vereinigten Staaten in Norwegen
Die Liste der Botschafter der Vereinigten Staaten in Norwegen bietet einen Überblick über die Leiter der US-amerikanischen diplomatischen Vertretung in Norwegen seit der Aufnahme diplomatischer Beziehungen.
Vor der Unabhängigkeit Norwegens wurden die Vereinigten Staaten in Norwegen durch die diplomatische Vertretung in Schweden repräsentiert, siehe hierzu Liste der Botschafter der Vereinigten Staaten in Schweden.

## Botschafter
| Nummer | Name                             | Amtsantritt | Beendigung | Bemerkung |
| ------ | -------------------------------- | ----------- | ---------- | --- |
| 1      | Charles Hinman Graves            | 1905        | 1906       | |
| 2      | Herbert H. D. Peirce             | 1906        | 1911       | |
| 3      | Laurits S. Swenson               | 1911        | 1913       | erneut Botschafter (damals: „Minister“) in Norwegen von 1921 bis 1930 |
| 4      | Albert G. Schmedeman             | 1913        | 1921       | deutsch-amerikanischer Politiker und Diplomat, nahm in dieser Funktion 1919 den Friedensnobelpreis stellvertretend für Präsident Woodrow Wilson entgegen. Später 28. Gouverneur von Wisconsin |
| 5      | Laurits S. Swenson               | 1921        | 1930       | war bereits zwischen 1911 und 1930 US-Botschafter (damals: „Minister“) in Norwegen |
| 6      | Hoffman Philip                   | 1930        | 1935       | |
| 7      | Anthony Joseph Drexel Biddle Jr. | 1935        | 1937       | Ursprünglich wurden die Botschafter „Minister“ genannt. Biddle ar der erste „Botschafter“ der USA in Norwegen. Erneut Botschafter in Norwegen von 1941 bis 1943                               |
| 8      | Florence Jaffray Harriman        | 1937        | 1940       | |
| 9      | Anthony Joseph Drexel Biddle Jr. | 1941        | 1943       | war bereits zwischen 1935 und 1937 US-Botschafter in Norwegen |
| 10     | Lithgow Osborne                  | 1944        | 1946       | |
| 11     | Charles Ulrick Bay               | 1946        | 1953       | |
| 12     | Lester Corrin Strong             | 1953        | 1957       | |
| 13     | Frances E. Willis                | 1957        | 1961       | Willis war die dritte Frau, die 1927 in den Auswärtigen Dienst der USA eintrat, und die erste Frau, die dort eine erfolgreiche Karriere hatte                                                 |
| 14     | Clifton Reginald Wharton Sr.     | 1961        | 1964       | |
| 15     | Margaret Joy Tibbetts            | 1964        | 1969       | |
| 16     | Philip K. Crowe                  | 1969        | 1973       | |
| 17     | Thomas Ryan Byrne                | 1973        | 1976       | |
| 18     | William Anders                   | 1976        | 1978       | war als NASA-Astronaut an der Apollo 8-Mission beteiligt |
| 19     | Louis Abraham Lerner             | 1977        | 1980       | |
| 20     | Sidney Rand                      | 1980        | 1981       | |
| 21     | Mark Evans Austad                | 1982        | 1984       | |
| 22     | R. Douglas Stuart Jr.            | 1984        | 1989       | |
| 23     | Loret Miller Ruppe               | 1989        | 1993       | |
| 24     | Thomas A. Loftus                 | 1993        | 1998       | |
| 25     | David Hermelin                   | 1998        | 2000       | |
| 26     | Robin Chandler Duke              | 2000        | 2001       | |
| 27     | John D. Ong                      | 2002        | 2005       | |
| 28     | Benson Whitney                   | 2006        | 2009       | |
| 29     | Barry B. White                   | 2009        | 2013       | |
| 30     | Samuel D. Heins                  | 2016        | 2017       | Heins musste 29 Monate auf seine Bestätigung durch den US-Senat warten |
| 31     | Kenneth Braithwaite              | 2018        | 2020       | direkt im Anschluss amerikanischer Marineminister |
| 32     | Marc Nathanson                   | seit 2022   |            | |